# Joy Crisp
Joy Crisp   (Colorado Springs, segle XX) és una geòloga planetària estatunidenca especialitzada en geologia de Mart. Destaca pel seu treball a les missions de la NASA a Mart, com ara Mars Exploration Rover i Mars Science Laboratory.

## Joventut i estudis
Crisp va néixer a Colorado Springs, Colorado. Va obtenir una llicenciatura en geologia al Carleton College el 1979, i un màster (1981) i un doctorat (1984) per la Universitat de Princeton. Posteriorment, Crisp va ser investigadora postdoctoral a UCLA durant més de dos anys. Els seus estudis van implicar investigar roques de les illes Canàries en condicions similars a les dels volcans.

## Carrera professional
Crisp és investigadora del Jet Propulsion Laboratory (JPL) des de 1989. Ha estat científica principal allà des de 2004. Crisp ha treballat en nombrosos projectes i missions de la NASA, com ara el Mars Pathfinder, Mars Exploration Rover (MER) i Mars Science Laboratory (MSL). És la científica adjunta del projecte per a la missió rover MSL Curiosity.